# 長久寺 (彦根市)
長久寺（ちょうきゅうじ）は、滋賀県彦根市にある真言宗豊山派の寺院。山号を普門山、院号を常心院とする。

## 由緒
1041年（長久2年）、勅命（勅願）により後三条天皇の皇后の祈願所、即ち勅願寺として創建され、創建時の年号をもって寺名とした。創健当初から江戸時代初期までは天台宗の寺院であった。
創建時より寺勢は大いに振るい、寺領は平田畷街道を西境に、南は片淵川、東は平田村、北は旧芹川流域まで拡がっており（現在の彦根市のほぼ北半分に相当）、他にも近江国内、隣接する美濃国・大和国・山城国にも寺領を有し、当地において名刹といわれた湖東三山（百済寺・金剛頂寺・西明寺）に比肩し、比叡山延暦寺を凌ぐほどの勢力であった。
しかし1510年（永平7年）に、六角・京極両氏の兵火により大打撃を受け、さらに1571年（元亀2年）、織田信長の比叡山焼き討ちに際して、織田軍に逆心ありとされて堂塔伽藍をことごとく焼き尽くされた。これにより平安朝以来の近江の名刹・長久寺は一旦消滅した。徳川の治世に入ってようやく荒廃著しい長久寺の復興が始まる。彦根藩主となった井伊氏は後水尾天皇の勅を奉じて、普門山常心院の山号院号を賜り、徳川将軍家の助力も受けながら、長久寺の再建に尽力し、また松山氏・西尾氏・雨森氏をはじめとする近江の在地豪族達も、長久寺復興に合力した。その甲斐もあって、往年の権威を復し現在に至る。

## 交通アクセス
- JR琵琶湖線（東海道本線）・近江鉄道本線（彦根・多賀大社線）彦根駅から湖国バスで上後三条停留所下車、徒歩4分。
- 近江鉄道本線（彦根・多賀大社線）ひこね芹川駅から徒歩17分。